# Zdravko Hebel
Zdravko Hebel, född 21 januari 1943 i Zagreb, död 12 augusti 2017 i Zagreb, var en jugoslavisk vattenpolospelare. Han tog OS-guld 1968 med Jugoslaviens landslag.
Hebel spelade nio matcher i den olympiska vattenpoloturneringen i Mexico City som Jugoslavien vann.